# Arcy-sur-Cure
Arcy-sur-Cure é uma comuna francesa na região administrativa de Borgonha-Franco-Condado, no departamento de Yonne. Estende-se por uma área de 26,47 km². Em 2010 a comuna tinha 491 habitantes (densidade: 18,5 hab./km²).